# Green Grotto Caves
Green Grotto Caves är en grotta i Jamaica.   Den ligger i parishen Parish of Saint Ann, i den norra delen av landet, 80 km nordväst om huvudstaden Kingston. Green Grotto Caves ligger 32 meter över havet. Den ligger på ön Jamaica.
Terrängen runt Green Grotto Caves är kuperad. Havet är nära Green Grotto Caves norrut. Runt Green Grotto Caves är det ganska tätbefolkat, med 134 invånare per kvadratkilometer. Närmaste större samhälle är Runaway Bay, 4,0 km öster om Green Grotto Caves. 